# Origem do Universo

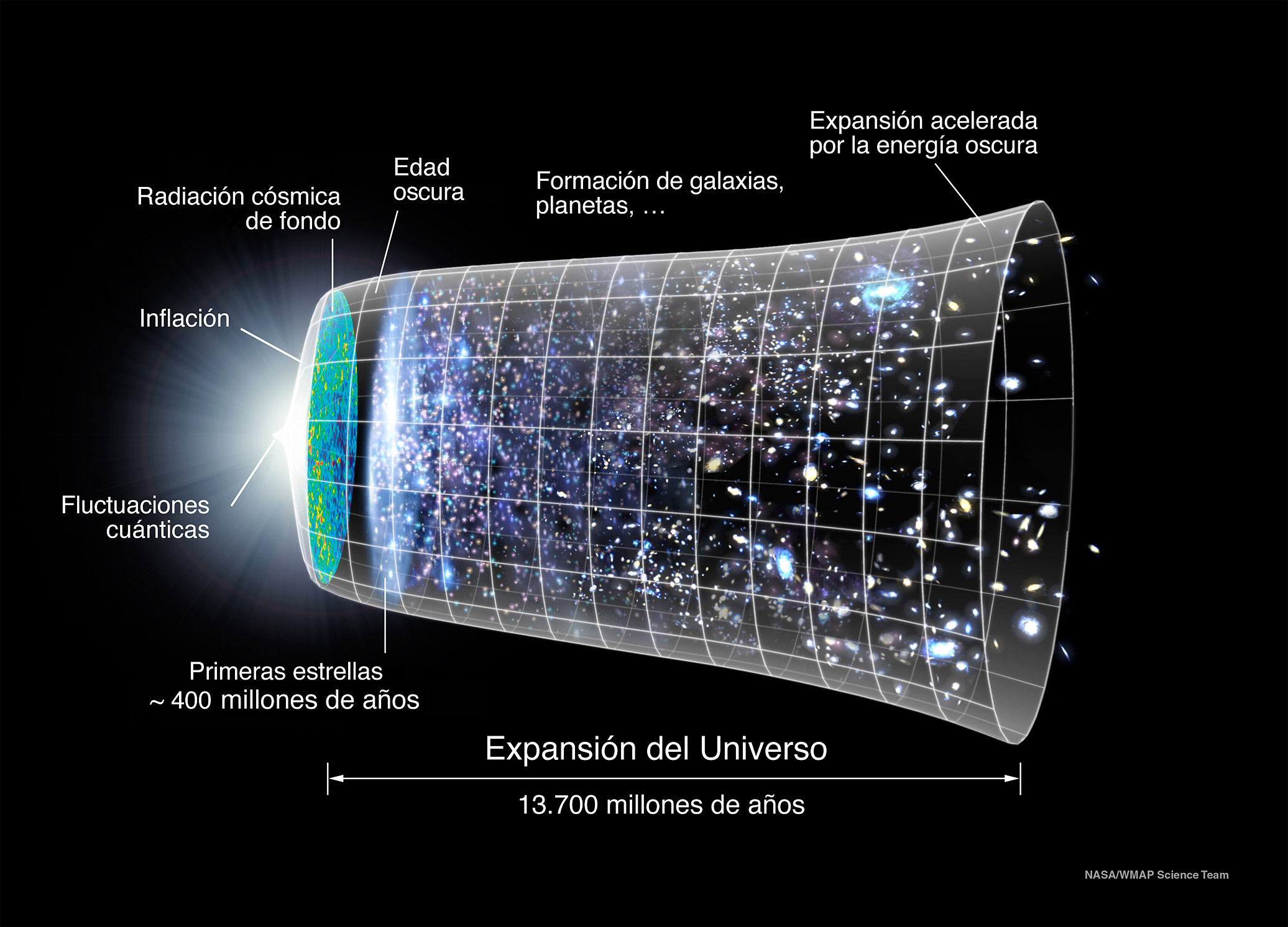
O Universo ilustrado em três dimensões espaciais e uma dimensão temporária

Na cosmologia moderna, a origem do Universo é o instante em que  surgiram  toda a matéria e a energia que existem atualmente no Universo como consequência de uma grande expansão. A teoria do Big Bang é abertamente aceita pela ciência em nossos dias e implica que o Universo poderia se ter originado há 13,73 bilhões de anos, num instante definido. Na década de 1930, o astrónomo estadunidense Edwin Hubble confirmou que o Universo estava se expandindo, fenômeno que o sacerdote e astrofísico George Lemaitre descreveu em sua investigação sobre a expansão do Universo (Big Bang), baseado nas equações de Albert Einstein e com a teoria da relatividade geral. No entanto, o próprio Einstein não acreditou em seus resultados, pois lhe parecia absurdo que o Universo se encontrasse em infinita expansão, pelo que agregou a suas equações a famosa "constante cosmológica" (esta constante resolvia o problema da expansão infinita), à qual posteriormente denominaria ele mesmo como o maior erro de sua vida. Por isto Hubble foi reconhecido como o cientista que descobriu a expansão do Universo.[carece de fontes?]
Existem diversas teorias científicas a respeito da origem do Universo. As mais aceitas são a do Big Bang e a teoria inflacionária, que se complementam. No entanto ambas teorias conseguem explicar o que ocorreu a partir dos primeiros instantes da expansão Universal, mas não conseguem explicar as condições iniciais, isto é, o que ocorreu antes da própria expansão. Existem vários modelos teóricos, no entanto, nenhum foi comprovado.[carece de fontes?]
A Origem do Universo é um dos temas mais importantes da Cosmologia e continua sendo um dos maiores mistérios da Ciência.[carece de fontes?]

## Teoria inflacionária
Na comunidade científica há uma grande aceitação da teoria inflacionária, proposta por Alan Guth e Andrei Linde nos anos 80, que tentaram explicar os primeiros instantes do universo. Baseia-se em estudos sobre campos gravitacionais demasiado fortes, como os que ocorrem nas proximidades de um buraco negro. Supostamente nada existia antes do instante em que nosso universo era da dimensão de um ponto com densidade infinita, conhecida como uma exclusividade espaço-temporária. Neste ponto concentrava-se toda a matéria, a energia, o espaço e o tempo existentes; Segundo esta teoria, o que desencadeou o primeiro impulso do Big Bang foi uma "força inflacionária" exercida numa quantidade de tempo praticamente imensurável. Supõe-se que desta força inflacionária se dividiram as atuais forças fundamentais da física.[carece de fontes?]

## Formação de matéria
A teoria do Big Bang consiste em que o universo que antes era uma exclusividade infinitamente densa, matematicamente paradóxica, com uma temperatura muito elevada, num momento dado começando a se expandir, uma grande quantidade de energia e matéria separando tudo, até este momento.[carece de fontes?]
O Universo, após o Big Bang, começou a esfriar-se e, ao expandir-se, este resfriamento produziu tanta energia até que começasse a se estabilizar. Os prótons e os nêutrons "criaram-se" e estabilizaram-se quando o Universo tinha uma temperatura de 100.000 milhões de graus, aproximadamente um centésimo de segundo após o início. Os elétrons tinham uma grande energia e interatuavam com os nêutrons, que inicialmente tinham a mesma proporção que os prótons, mas devido a esses choques os nêutrons se converteram mais em prótons que vice-versa. A proporção continuou baixando enquanto o Universo seguia se esfriando. Assim, quando o universo tinha 30.000 milhões de graus (um décimo de segundo depois) tinha trinta e oito nêutrons para cada sessenta e dois prótons, e vinte e quatro por setenta e seis quando tinha 10.000 milhões de graus (um segundo).[carece de fontes?]
O primeiro a aparecer foi o núcleo do deutério, quase quatorze segundos depois, quando a temperatura de 3.000 milhões de graus permitia aos nêutrons e prótons permanecerem juntos. Até que estes núcleos pudessem ser estáveis o Universo precisou de algo mais de três minutos, quando essa bola incandescente se esfriou a, aproximadamente, 1.000 milhões de graus.[carece de fontes?]

## Matéria escura

Proporção de matéria e energia (normal e escura) no universo.

Formalmente, para que todo o exposto aqui possa ser válido, os cientistas precisam de uma matéria adicional à conhecida (ou mais propriamente vista) pelo homem. Vários cálculos têm demonstrado que toda a matéria e a energia que conhecemos é muito pouca em relação à que deveria existir para que o Big Bang seja correto. Por isso é que se postulou a existência de uma matéria hipotética para preencher esse vazio, à qual se chamou de matéria escura, já que não interage com nenhuma das forças nucleares (forças fraca e forte) e nem o eletromagnetismo, apenas com a força gravitacional. No gráfico da direita pode-se ver as proporções calculadas.[carece de fontes?]

## Outras teorias científicas sobre sua origem
- Cosmología de branas (em castelhano)
- Multiverso